# Saint John Sea Dogs
Saint John Sea Dogs je kanadský juniorský klub ledního hokeje, který sídlí v Saint Johnu v provincii Nový Brunšvik. Od roku 2005 působí v juniorské soutěži Quebec Major Junior Hockey League. Své domácí zápasy odehrává v hale Harbour Station s kapacitou 6 308 diváků. Klubové barvy jsou modrá, černá, bílá a stříbrná.
Nejznámější hráči, kteří prošli týmem byli např.: Nick Petersen, Stanislav Galijev, Robert Mayer, Tomáš Jurčo, Jonathan Huberdeau, Jakub Zbořil, Ostap Safin nebo Radim Šalda.

## Úspěchy
- Vítěz Memorial Cupu ( 1× )
  - 2011
- Vítěz QMJHL ( 3× )
  - 2010/11, 2011/12, 2016/17

## Přehled ligové účasti
Zdroj: 
- 2005–2008: Quebec Major Junior Hockey League (Východní divize)
- 2008–2010: Quebec Major Junior Hockey League (Atlantická divize)
- 2010– : Quebec Major Junior Hockey League (Námořní divize)